# Кедровский, Олег Леонидович
Олег Леонидович Кедровский (22.12.1918-02.12.2010) — российский учёный в области обеспечения безопасности при проведении ядерных взрывов, дважды лауреат Государственной премии СССР (1969, 1980).
Родился 22 декабря 1918 г. в Харькове.
После окончания Московского института инженеров железнодорожного транспорта (1943, по специальности «горный инженер-строитель») работал в московском Метрострое.
В 1947—1953 гг. — начальник рудников объекта №3, главный инженер, начальник управления капитального строительства САО «Висмут» (ГДР). В 1953—1958 гг. — генеральный директор Горного общества «Кварцит» (Румыния). В 1958—1964 гг. — заместитель начальника, а затем — начальник управления Министерства среднего машиностроения СССР.
С 1965 г. — директор, с 1992 г. — главный научный сотрудник института ВНИПИпромтехнологии (ПромНИИпроект). В 1994—2004 гг. — главный научный сотрудник ГУП МосНПО «Радон».
С 1993 г. — профессор Московской геологоразведочной академии.
Доктор технических наук (1974), профессор (1978). Автор около 100 научных трудов и более 20 изобретений.
Научный руководитель Государственной программы № 7 «Ядерные взрывы для народного хозяйства». Разработал новые, не имеющие аналогов технологии с использованием ядерных взрывов:
- для сооружения подземных ёмкостей для хранения стратегических запасов жидких полезных ископаемых и захоронения жидких отходов химического и нефтехимического производства, водоемов в засушливых и пустынных районах.
- для активизации добычи нефти и газоконденсата из непродуктивных нефтяных и газовых коллекторов.
- для зондирования земной коры с целью изучения ее геологического строения и прогнозирования геологической разведки полезных ископаемых,
- для подземной подготовки и дробления крепких горных пород, содержащих урановую и другие руды.
- для дегазации угольных пластов, склонных к внезапным выбросам, чтобы снизить угрозу жизни людей.

Разработал хранилища радиоактивных отходов (РАО) нового типа — скважин большого диаметра, предложил использовать их для временного хранения отработанного ядерного топлива на атомных электростанциях.
Дважды лауреат Государственной премии СССР: за участие в ликвидации газового фонтана газового месторождения Урта-Булак с помощью ядерного взрыва в 1969 г. и за освоение золоторудного месторождения и проектирование добычного комплекса Мурунтау в Узбекистане в 1980 г.
Награжден орденом Ленина, двумя орденами Трудового Красного Знамени, медалями СССР, тремя степенями знака «Шахтерская слава», наградами Румынии и ГДР.
Сочинения:
- Подземное захоронение радиоактивных отходов : (Терминол. слов.) / ЦНИИ информ. и техн.-экон. исслед. по атом. науке и технике; [О. Л. Кедровский и др.]. - М. : ЦНИИатоминформ, 1987. - 101,[1] с.; 30 см.
- Захоронение радиоактивных отходов: учеб. пособие / О. Л. Кедровский, И. Г. Абдульманов, О. К. Авдеев; под общ. ред. О. Л. Кедровского; Московский гос. геологоразведочный ун-т. - Москва : Московский гос. геологоразведочный ун-т, 2002. - 139 с. : ил., табл.; 29 см.